# سرجو ماتارلا
سِرجو ماتّارلا (ایتالیایی: Sergio Mattarella؛ زادهٔ ۲۳ ژوئیهٔ ۱۹۴۱) یک سیاست‌مدار اهل ایتالیا و رئیس‌جمهور دوازدهم این کشور از فوریه ۲۰۱۵ برای یک دورهٔ ۸ ساله است. ماتارلا پیش از آن که به عنوان رئیس‌جمهور انتخاب شود به عنوان قاضی دادگاه قانون اساسی کار می‌کرد. وی اولین سیسیلی است که به این سمت انتخاب شده‌است.

## زندگی‌نامه
سرجیو ماتارلا از خانواده مشهوری در سیسیل ایتالیا است وی در ۲۳ ژوئیهٔ ۱۹۴۱ در پالرمو به دنیا آمده‌است. وی دانش‌آموخته رشته حقوق از دانشگاه پالرمو می‌باشد. در سال ۱۹۸۰ برادر بزرگتر او «پیرسانتی ماتارلا» توسط مافیا کشته شد. سه سال بعد آقای ماتارلا به عنوان یکی از اعضای حزب دموکرات مسیحی وارد پارلمان ایتالیا شد. وی بعداً در دولت‌های مختلف ایتالیا سمت وزارت را برعهده داشت. وی به عنوان معاون نخست‌وزیر، وزیر آموزش و پرورش و وزیر دفاع در دولت‌های ایتالیا خدمت کرده‌است. ماتارلا را به عنوان معمار قوانین انتخاباتی ایتالیا در دهه ۱۹۹۰ می‌شناسند.
او یکی از مشهورترین سیاستمداران ایتالیا و از متحدان ماتئو رنتسی، نخست‌وزیر کنونی این کشور به‌شمار می‌رود. بسیاری انتخاب او را به سمت ریاست جمهوری پیروزی سیاسی مهمی برای نخست‌وزیر می‌دانند. آقای ماتارلا کاندیدای پیشنهادی ماتئو رنتسی، نخست‌وزیر بود.

### ریاست جمهوری

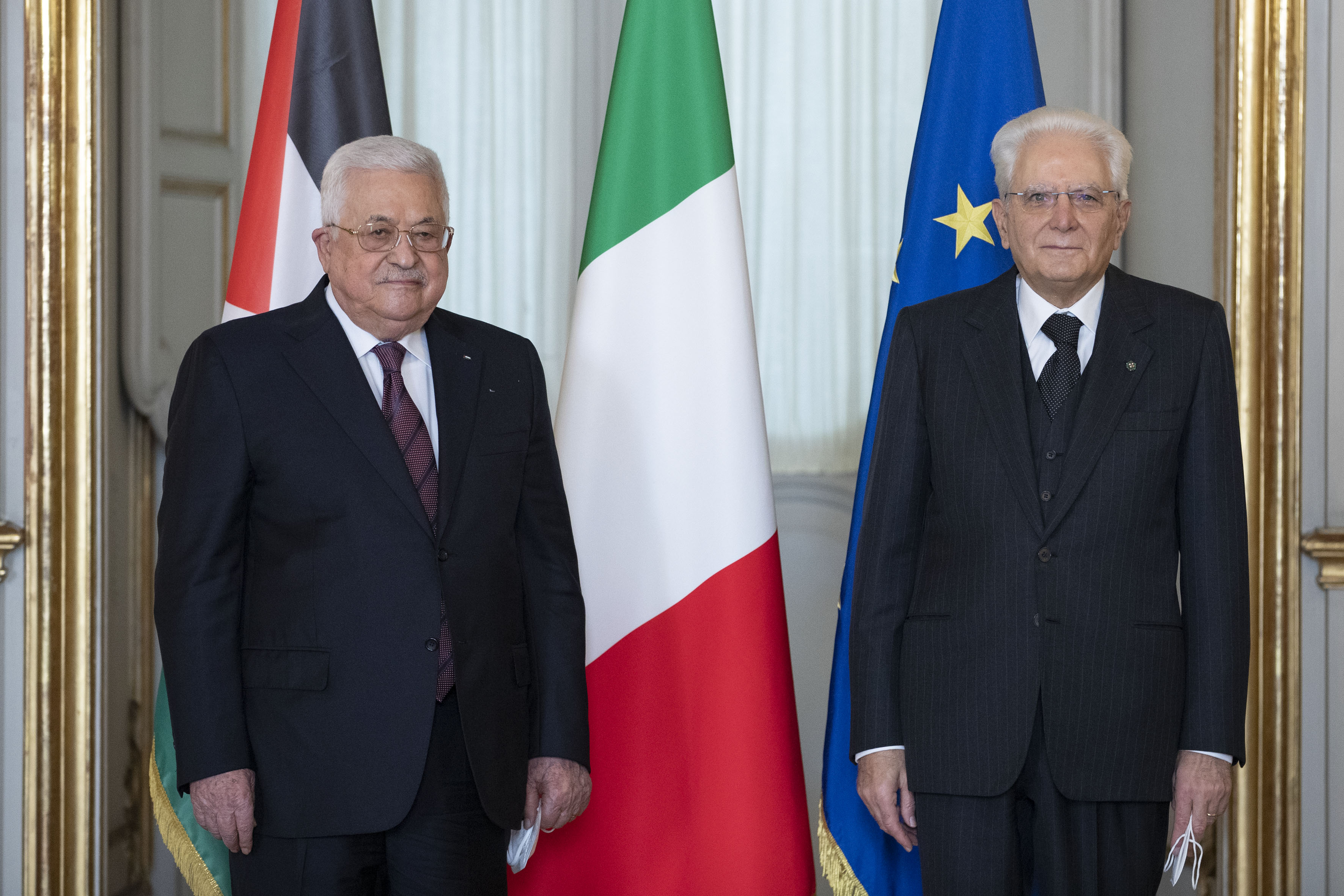
سرجیو ماتارلا و محمود عباس رئیس‌جمهور تشکیلات خودگردان فلسطین

پارلمان ایتالیا سرجیو ماتارلا، قاضی دادگاه قانون اساسی را به عنوان رئیس‌جمهور جدید انتخاب کرد. ماتارلا ۷۳ ساله جانشین جورجو ناپولیتانو ۸۹ ساله شد که در اوایل ژانویه ۲۰۱۵ از قدرت کناره‌گیری کرد. وی ژانویه سال ۲۰۱۵ با کسب ۶۶۵ رای موافق توانست از حد نصاب ۵۰۵ رای نیز آرای بیشتری کسب کرده و بدین ترتیب دوازدهمین رئیس‌جمهور ایتالیا شود، هر چند رئیس‌جمهور در ایتالیا بیشتر نقشی تشریفاتی در سیستم سیاسی این کشور دارد.